# Moerasblinker
De moerasblinker (Heliophanus auratus) is een spinnensoort in de taxonomische indeling van de springspinnen (Salticidae).
Het dier komt uit het geslacht Heliophanus. Heliophanus auratus werd in 1835 beschreven door Carl Ludwig Koch.